# هشتاوزن
هِشتاوزن (به آلمانی: Hechthausen) یک شهر در آلمان است که در انجمن شهرداری همور زامتگماینده واقع شده‌است. هشتاوزن ۳٬۵۰۶ نفر جمعیت دارد.

## تاریخچه
شهر هشتاوزن در سال 1860 بنیاد شد. این شهر در گذشته به اسقف اعظم برمن تعلق داشت.